# Seksuel fetichisme
 Denne artikel bør gennemlæses af en person med fagkendskab for at sikre den faglige korrekthed.

Seksuel fetichisme er en seksuel tiltrækning til et objekt – en fetich, der har en stor magt i individets seksualitet. Nogle feticher er lettere forståelige, mens andre er genstande, der slet ikke virker seksuelt eller sættes i forbindelse med noget seksuelt af andre mennesker. Skulle alle observerede seksuelle feticher opremses, blev listen meget lang.  
Kort sagt, har man en fetich hvis man er stærkt seksuelt tiltrukket af noget som normalt ikke anses for at være seksuelt. Og det noget har en afgørende betydning i individets seksualitet og liv. F.eks. hvis seksuel tænding er svær eller umulig uden fetichen er til stede, fysisk eller mentalt.  
Feticher opstår ofte i barndommen og ses mest hos mænd. Dette betyder at en fetich ofte har fulgt, og vil følge individet hele livet, og at den er en dyb del af personens seksualitet.   
En sexolog med speciale i dette område, beskriver en fetich som "benzin på bålet". Det er muligt at tænde et bål uden benzin, men med går det meget hurtigere. Ofte virker en fetich sådan for en fetichist.  
En gruppering indenfor den seksuelle fetichisme er den transvestitiske fetichisme, der er rettet mod det modsatte køns beklædningsgenstande og -materialer.
Det seneste tiårs fetichfester har primært orientering mod eksperimenterende seksuelle udtryksformer, evt. i forbindelse med en særlig tøjstil, også kaldet modefetich.  
Seksuelt fetichisme hør under det psykologiske og sexologiske begreb Parafili

## Eksterne links
- The Fetish Handbook (Dansk)